# Das Haus in Montevideo (1951)
Das Haus in Montevideo ist die erste Verfilmung des gleichnamigen Bühnenstücks von Curt Goetz. Goetz selbst schrieb das Drehbuch und inszenierte den Film 1951 gemeinsam mit seiner Ehefrau Valérie von Martens, mit der er das Stück oft auf der Bühne gespielt hatte. Wie in den Jahren zuvor im Theater übernahm das Ehepaar auch die beiden Hauptrollen. 1963 drehte Helmut Käutner eine Neuverfilmung mit Heinz Rühmann und Ruth Leuwerik als Ehepaar Nägler.

## Handlung
Der untadelige Professor Traugott Hermann Nägler lebt in der spießbürgerlichen Küstenstadtidylle von Cuxhaven mit seiner Frau Marianne und ihren zwölf Kindern, benannt nach Figuren von Richard Wagner oder nach lateinischen Ordnungszahlen, was zu Beginn des Filmes durch Blättern im Familienalbum symbolisiert wird – wobei das Bild Tante Josephine fehlt. Das älteste Kind, Atlanta, wurde benannt nach dem amerikanischen Schiff auf dem das Paar vor 19 Jahren vom Kapitän getraut wurde.
Als Näglers verstorbene Schwester Josephine unter Auflagen ein Haus im fernen Montevideo zu vererben hat, ist der moralisch integre Professor zunächst gar nicht erbaut – war seine Schwester doch das schwarze Schaf der Familie. Sie war schwanger geworden, ohne verheiratet zu sein, wurde von ihm aus dem Kreis der Familie verstoßen, das Kind starb im Alter von 2 Jahren. Nägler zerreißt empört die Schiffskarten. Doch die Aussicht auf ein Vermögen ist angesichts der finanziellen Engpässe des Gymnasiallehrers mit 12 Kindern, der Wunsch nach einem weiteren Kind sowie Anerkennung als zukünftiger Wohltäter der Stadt ist letztendlich stärker. Gemeinsam mit dem Bürgermeister, und Pastor Riesling, einem Freund der Familie, gelingt es Marianne, ihren Mann samt der 17-jährigen Tochter Atlanta zur Reise nach Montevideo zu überreden, damit beide die Erbschaft antreten können. Zudem reist heimlich der angehende Verlobte der Tochter mit, ein Ingenieur der sein Motorboot ebenfalls Atlanta genannt hat.
In Montevideo geraten die Moralvorstellungen Näglers vollends ins Wanken, als er angesichts von spanischer Sprachbarriere und zahlreichen fröhlichen sommerlich bekleideten jungen Frauen in der Villa mit opulenter Einrichtung vermutet, in welch ein Etablissement er hier geraten sei, und welchem Gewerbe die Schwester nachging. Tatsächlich ist das Institut mit 45 Mädchen unter 21 Jahren, die Tochter soll Nr. 46 werden, aber kein Bordell, sondern eine Stiftung zu Schutz und Ausbildung musikbegabter junger Mädchen, die kein Heim haben. Die Verstorbene hatte als begnadete und auch geschäftlich erfolgreiche Opernsängerin Maria Machado Mittel genug, das Haus zu errichten und den Unterrichtsbetrieb zu finanzieren.
Allerdings ist mit der Erbschaft auch ein Betrag von 750,000 Dollar verbunden, der den Professor mit dem Lebenswandel seiner Schwester versöhnt. Doch an die Erbschaft ist eine Bedingung gebunden: Im Hause von Nägler muss sich die gleiche moralische Entgleisung ereignen, für die er einst über seine Schwester den Stab gebrochen hatte: es erbt nur eine Familienangehörige die Mutter eines unehelichen Kindes wird, und das befristet, vor dem 22. Juli nächsten Jahres, dem 19. Geburtstag von Atlanta. Professor Nägler will nun verzweifelt händeringend mit allerlei Andeutungen dem Liebhaber der Tochter klarmachen was er zu tun und zu lassen habe. Natürlich stößt dieses Ansinnen auf völliges Unverständnis. Das junge Paar will dem Vorbild der Näglers folgen und ordnungsgemäß heiraten, und wieder auf dem Schiff das der Tochter den Namen gab, auf der jüngst renovierten Atlanta. Der Pastor will dies arrangieren und bekommt von der Reederei des Schiffes eine Absage deren Konsequenzen er nun händeringend dem Professor nahebringen muss: jemand in seiner Familie hat dafür gesorgt, dass ein uneheliches Kind auf die Welt kommt …

## Produktionsnotizen
Die Außenaufnahmen wurden in Cuxhaven, Otterndorf und in Montevideo, der Hauptstadt Uruguays, gedreht, weitere Dreharbeiten fanden im Filmatelier Göttingen statt.
Der Film wurde am 8. November 1951 im Schwan in Frankfurt am Main uraufgeführt. In Österreich startete er im Dezember 1951. In der Deutschen Demokratischen Republik lief die Komödie am 23. April 1954 im Kino an, im DFF 1 wurde der Film erstmals am 4. Juni 1954 gezeigt. Im Fernsehen der Bundesrepublik Deutschland lief er erstmals am 18. Oktober 1975 im ZDF.
Es handelt sich um einen Film der Hans Domnick-Filmproduktion GmbH, Göttingen.
Lied im Film: Wir wandern, wir wandern!
Musik: Franz Grothe / Text: Willy Dehmel / Gesang: Chor

## Kritiken
- „Lexikon des internationalen Films“ (CD-ROM-Ausgabe), Systhema, München 1997: „Mit Intelligenz, Charme und Einfallsreichtum inszenierte Goetz-Komödie, die ihr delikates Thema witzig und humorvoll behandelt und mit spielerischer Eleganz an Menschenliebe, Witz und Güte appelliert. Vor allem in seinem leichtfüßigen Umgang mit der Sprache ein unterhaltsamer Genuß.“
- Adolf Heinzlmeier und Berndt Schulz in Lexikon „Filme im Fernsehen“ (Erweiterte Neuausgabe). Rasch und Röhring, Hamburg 1990, ISBN 3-89136-392-3, S. 344–345: „Unterhaltsam und originell stellt dieser Klassiker des subtilen Witzes die gängigen Moralbegriffe auf den Kopf.“ (Wertung: sehr gut)

- Die Filmbewertungsstelle Wiesbaden verlieh der Produktion das Prädikat wertvoll.

## Auszeichnung
- 1952 Bambi für den künstlerisch besten Film des Jahres 1951